# معركة صقاريا

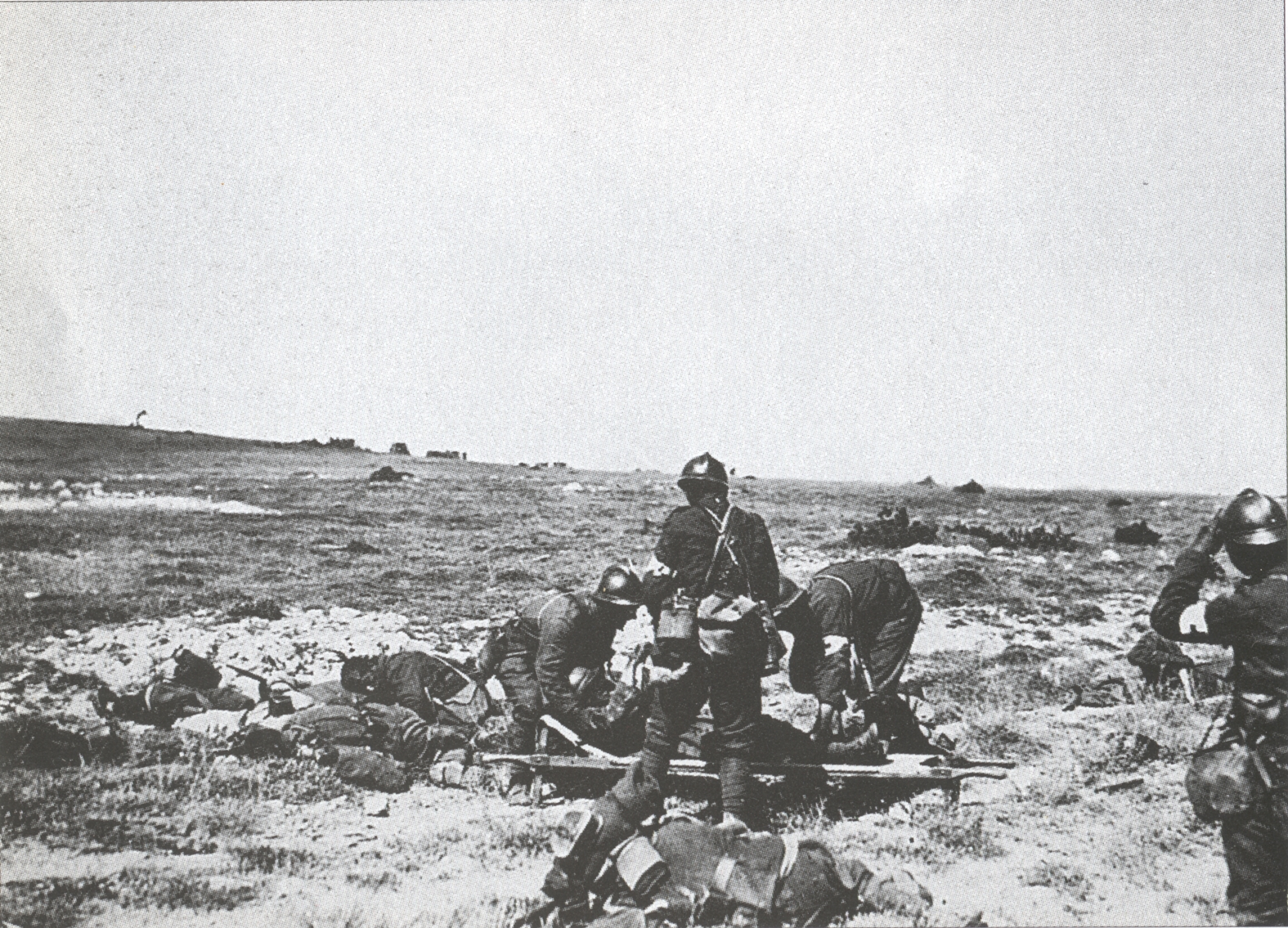
إخلاء الجرحى من الجنود اليونانيين

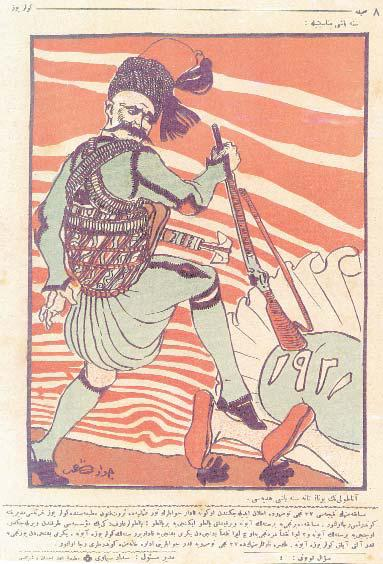
"هدية الأناضول لليونان بمناسبة العام الجديد"

كانت معركة سقاريا (التركية: Sakarya Meydan Muharebesi)، والمعروفة أيضًا باسم معركة Sangarios (اليونانية: Μάχη υου Σαγγάριου)، مشاركة هامة في الحرب التركية اليونانية (1919–1922) ، الجبهة الغربية للحرب التركية الاستقلال.
استمرت المعركة لمدة 21 يومًا من 23 أغسطس إلى 13 سبتمبر 1921، بالقرب من ضفاف نهر صقاريا في المنطقة المجاورة مباشرة من بولادلي، والتي تعد اليوم مقاطعة من محافظة أنقرة. امتدت خط المعركة على 62 ميل (100 كم).
تُعرف أيضًا باسم معركة الضباط (التركية: Subaylar Savaşı) في تركيا بسبب معدل الإصابات المرتفع بشكل غير عادي (70-80%) بين الضباط. في وقت لاحق، كان يطلق عليه أيضا "Melhâme-i Kübrâ" (أي ما يعادل هرمجدون) من قبل أتاتورك.
تعتبر معركة سقاريا نقطة تحول في حرب الاستقلال التركية. وصف المعلق والكاتب والناقد الأدبي، إسماعيل حبيب سيفوك، أهمية المعركة بكلمات «التراجع الذي بدأ في فيينا في 13 سبتمبر 1683 توقف بعد 238 عامًا.»